# Бои за Сухуми (сентябрь 1993)
Бои за Сухуми (груз. სოხუმის დაცემა) — события 16—27 сентября 1993 года, имевшие место в ходе грузино-абхазской войны. В ходе боёв контроль над городом перешёл от сил Грузии к силам Республики Абхазия.

## Ход событий
16 сентября 1993 года силы, выступавшие за отделение Абхазии от Грузии, нарушили установленное ранее перемирие, инициатором которого выступала ООН, а гарантом — Российская Федерация, и приступили к штурму Сухуми, из которого в рамках перемирия были выведены грузинские танки и тяжелая артиллерия. В операции участвовали абхазские формирования, отряды Конфедерации горских народов Кавказа, казаки и др. В течение дня 27 сентября грузинские подразделения оставили бо́льшую часть города и отступили к зданию правительства Абхазии, которое затем также было захвачено абхазскими силами.
27 сентября 1993 года, после двухчасового боя у здания Совмина, абхазами были захвачены и затем расстреляны без суда члены прогрузинского правительства Абхазии: председатель Совета министров Абхазии Жиули Шартава, госсоветник Вахтанг Гегелашвили, министр промышленности Рауль Эшба, глава пресс-центра Александр Берулава, глава администрации Сухуми Гурам Габискирия и другие..